# Ricardo Moura
Ricardo Bento Moura (Ponta Delgada, São Miguel, Açores, Portugal, 4 de fevereiro de 1979) é um piloto português de rali, vencedor do Campeonato Nacional de Ralis (CNR) em 2011, 2012 e 2013.

## Biografia
Ricardo Moura nasceu em Ponta Delgada, onde desenvolveu a sua aptidão para a prática desportiva em várias modalidades.
Foi jogador de futebol nos escalões de infantis, iniciados e juvenis no Clube Desportivo Santa Clara.
Aos 12 anos, iniciou a prática do bodyboard, evidenciado um talento que teve de ser interrompido aos 20 anos, depois de em 1999, por questões de saúde, ter de abandonar este desporto. Nesta modalidade participou em provas dos campeonatos Regional, Nacional e Europeu.
Antes de 1999, iniciou-se nos desportos motorizados com uma rápida incursão no motocross, participando no Campeonato Regional de Motocross e Enduro (Açores). As suas primeiras incursões no mundo dos rallis, em terra, dão-se ao volante de um Toyota Starlet 1200.
Desde 1999 tem participado regularmente no Campeonato Regional dos Açores. Em 2009 passou a participar no Campeonato Nacional de ralis.
Em 2007, Ricardo Moura coapresentou a segunda temporada do programa televisivo “Alta Pressão”, da autoria de Alexandre Jesus e Bruno Correia, que divulgava os desportos radicais praticados nos Açores.

## Competição
O ano de 1999 marca a primeira presença de Ricardo Moura em provas oficiais, nomeadamente no Rali da Ribeira Grande, tendo obtido o 4.º lugar entre os veículos sem homologação.
No mesmo ano, participou no Rali da Povoação e no Rali de Santa Maria, ao volante de um Peugeot 205.
Rapidamente demonstrou talento para a modalidade, tornando-se Campeão dos Açores de Ralis, em 2 Rodas Motrizes, nos anos de 2001, ao volante de um Daewoo Lanos Kit Car, e 2003, com um Citroën Saxo Cup.
O piloto foi vencedor do Campeonato dos Açores de Ralis - Absoluto, dez vezes consecutivas, entre 2008 e 2017, com um Mitsubishi Lancer Evo IX (2008 a 2014), e com um Ford Fiesta R5 (2014 a 2017).
Venceu o Campeonato Nacional de Produção, alcançando os títulos em 2010, 2011 e 2012, com um Mitsubishi Lancer Evo IX.
Foi Campeão Nacional de Ralis - Absoluto por três vezes: em 2011, 2012 (Mitsubishi Lancer Evo IX) e 2013 (Mitsubishi Lancer Evo IX e Škoda Fabia S2000.
Ao longo da sua carreira automobilística, Ricardo Moura contou com a colaboração de vários copilotos. O seu primo Sancho Eiró e António Costa foram os que mais vezes acompanharam o piloto açoriano.
Em 2016, venceu o Azores Airlines Rallye, ao volante de um Ford Fiesta R5, prova pontuável para o FIA ERC - European Rally Championship. Com esta vitória, tornou-se o primeiro piloto açoriano a triunfar na prova desde 1971, ano em que o vencedor foi Raúl Mendonça.